# Виланова Трускеду
Виланова Трускеду (итал. Villanova Truschedu) је насеље у Италији у округу Ористано, региону Сардинија.
Према процени из 2011. у насељу је живело 323 становника. Насеље се налази на надморској висини од 45 м.

## Становништво
| 1931. | 1936. | 1951. | 1961. | 1971. | 1981. | 1991. | 2001. | 2011. |
| ----- | ----- | ----- | ----- | ----- | ----- | ----- | ----- | ----- |
| 458   | 447   | 446   | 458   | 354   | 364   | 351   | 321   | 323   |